# Tillandsia arequitae
Tillandsia arequitae är en gräsväxtart som först beskrevs av Éduard-François André, och fick sitt nu gällande namn av Éduard-François André och Carl Christian Mez. Tillandsia arequitae ingår i släktet Tillandsia och familjen Bromeliaceae. Inga underarter finns listade i Catalogue of Life.

## Bildgalleri

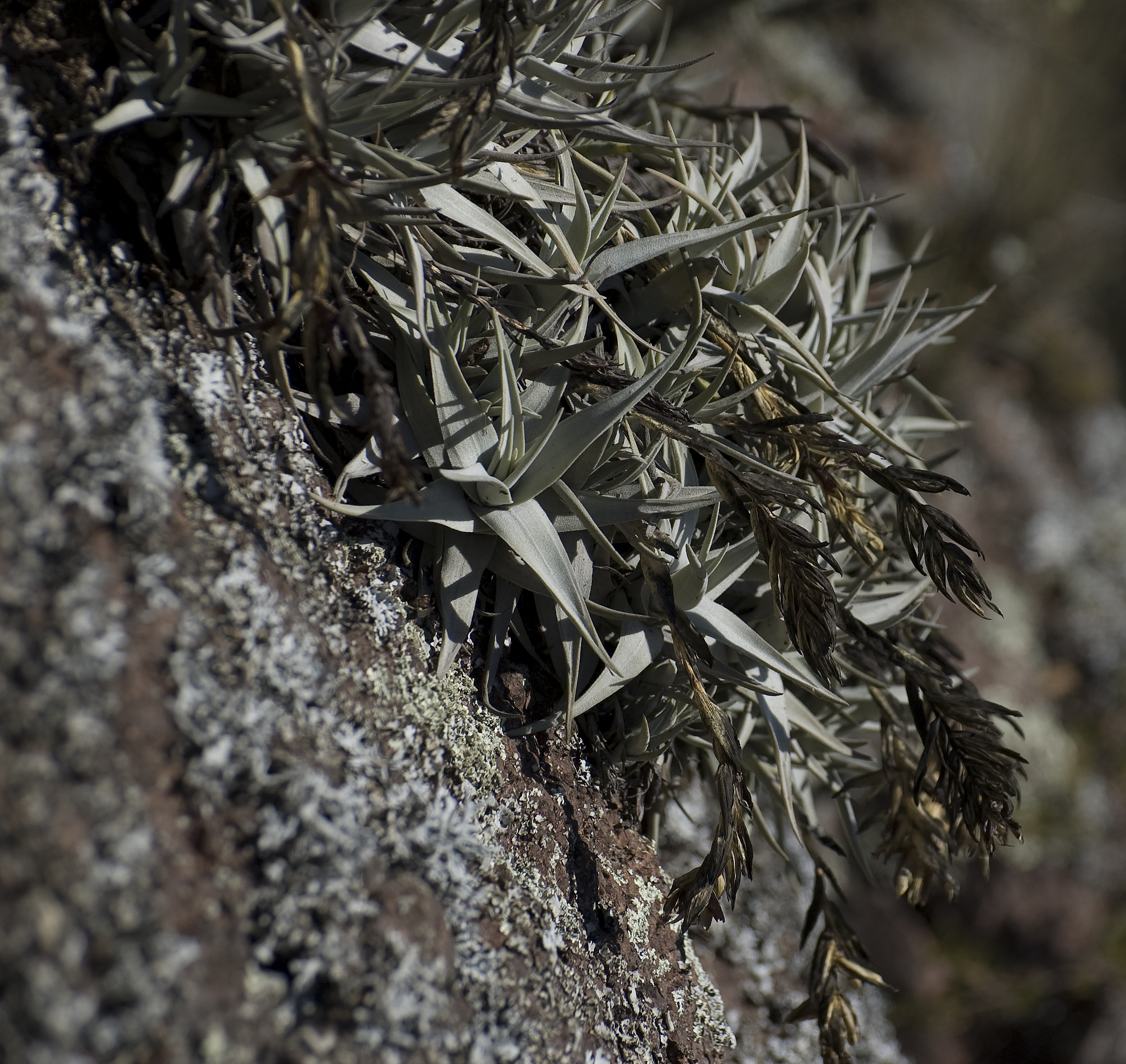